# Ectinorhynchus albimanus
Ectinorhynchus albimanus är en tvåvingeart som beskrevs av Krober 1914. Ectinorhynchus albimanus ingår i släktet Ectinorhynchus och familjen stilettflugor. Inga underarter finns listade i Catalogue of Life.